# 杜鵑座λ
杜鵑座λ，又名CP-70 37，HD 5190、SAO 248269、HR 252，是杜鵑座的一颗恒星，视星等为6.22，位于銀經302.81，銀緯-47.62，其B1900.0坐标为赤經0h 48m 36.3s，赤緯-70° -47.62′ 44″。